# Юлінген-Біркендорф
Юлінген-Біркендорф (нім. Ühlingen-Birkendorf) — громада в Німеччині, знаходиться в землі Баден-Вюртемберг. Підпорядковується адміністративному округу Фрайбург. Входить до складу району Вальдсгут.
Площа — 77,06 км2. Населення становить 5293 ос. (станом на 31 грудня 2020).